# Interstate 291 (Connecticut)
Pour les articles homonymes, voir Interstate 291.
L'Interstate 291 (I-291) est une courte autoroute auxiliaire de l'I-91 dans le Connecticut. Elle débute à la jonction avec l'I-91 et la Route 218 à Windsor et se termine à une jonction avec l'I-84 et l'I-384 à Manchester. Elle sert de voie de contournement nord de Hartford. Sa longueur est de 6,02 miles (9,69 km).

## Description du tracé
L'I-291 débute à la jonction avec l'I-91 à Windsor à un échangeur qui donne aussi accès à la Route 218. Se dirigeant vers le sud-est, l'I-291 rencontre la Route 159 pour ensuite traverser le fleuve Connecticut. Elle croise ensuite la US 5 à South Windsor et se termine à la rencontre avec l'I-84 à Manchester dans un échangeur qui donne aussi accès à l'I-384.

## Liste des sorties
| Interstate 291    |                    |      |      |              |                                            | |
| Comté             | Municipalité       | mi   | km   | Sortie       | Intersections / Destinations               | Notes |
| Hartford          | Windsor            | 0,00 | 0,00 | 1A           | Route 218 (en) – Bloomfield                | |
| Hartford          | Windsor            | 0,03 | 0,05 | 1B-C         | I-91 – Hartford, Springfield               | Sortie direction ouest, entrée direction est; indiqué sortie 2A (sud) et 2B (nord); sortie 35A de l'I-91 |
| Hartford          | Windsor            | 0,88 | 1,42 | 1D           | Route 159 (en) – Windsor                   | Sortie direction ouest, entrée direction est                                                             |
| Hartford          | Fleuve Connecticut | 1,24 | 2,00 | Pont Bissell | Pont Bissell                               | Pont Bissell                                                                                             |
| Hartford          | South Windsor      | 2,57 | 4,14 | 2            | US 5 – South Windsor, East Hartford        | |
| Hartford          | Manchester         | 5,06 | 8,14 | 5A           | Tolland Turnpike                           | Sortie direction est, entrée direction ouest                                                             |
| Hartford          | Manchester         | 5,66 | 9,11 | 5B 6         | I-84 / US 6 / I-384 est – Hartford, Boston | Sortie 61 de l'I-84                                                                                      |
| - Accès incomplet |                    |      |      |              |                                            | |